# Burg Bonames
Die Burg Bonames ist eine abgegangene Burganlage in Frankfurt-Bonames in Hessen. Die vergleichsweise kleine mittelalterliche Niederungsburg ist größtenteils überbaut, doch konnte vor allem die Kernburg vorher archäologisch untersucht werden. Vor Ort sind die Mauerzüge durch farbige Pflasterung im Hof eines Wohnkomplexes hervorgehoben.

## Lage
Die Burg befand sich am Rande des alten Ortskerns von Bonames in der Niederung des Kalbachs und seiner Mündung in die Nidda. Beide sind stark begradigt und reguliert und lassen kaum Rückschlüsse auf den früheren Verlauf zu. Etwa hundert Meter östlich der Burg verläuft ein Altarm der Nidda, während der Kalbach grob in Nordwest-Südost-Richtung südlich der Anlage verläuft. Zwei mittelalterliche Straßen, die auf römische Wege zurückgehen, führen ebenfalls nahe an der Burg vorbei, die Elisabethenstraße und die Lange Meile.

## Geschichte
Die Entstehungszeit der Burg Bonames ist aus den Quellen nur ungefähr zu erschließen. Die ältesten Funde aus der Anlage datieren in das 13. Jahrhundert. Ein für das 11. Jahrhundert belegter königlicher Dinghof befand sich außerhalb der Burg. Seit dem Ende des 11. Jahrhunderts sind in Bonames Adlige in Urkunden des Bartholomäusstifts erwähnt, die vermutlich der Familie der Schelme von Bergen entstammten. Im Jahr 1219 nannte sich ein Henricus von Bonames miles (Ritter), was für die Existenz einer Burganlage in dieser Zeit spricht.
Burg und Dorf Bonames befanden sich zunächst im Besitz des Klosters Fulda, zahlreiche Angehörige des Adelsgeschlechts erschienen seit 1304 mit dem Zusatz Vogt. 1345 räumte Johann von Bonames der Stadt Frankfurt ein Öffnungsrecht ein. In der Folge lagen städtische Soldaten in der Burg. Die Stadt machte 1367 von einem Vorkaufsrecht Gebrauch. Im Gegensatz zu vielen anderen Adelssitzen des Frankfurter Umlands, wie der Schelmenburg oder der Burg Bommersheim, die sich ebenfalls im Besitz von Zweigen der Schelme von Bergen befanden, gelang es der Stadt früh, die Burg unter ihre Kontrolle zu bringen.
Die spätesten Urkunden für eine Nutzung als Wehranlage liegen über Instandsetzungen und Bestellung von Turmwachen für die Jahre 1476, 1480 und 1483 vor. Im Schmalkaldischen Krieg wurde die Burg 1546 niedergebrannt und Ruine oder wurde zumindest nicht mehr als Wehrbau benutzt. Die einzige Abbildung aus dem Jahr 1721 zeigt die Anlage mit teilweise fehlenden Dächern. Der östliche Teil des Burggrabens wurde mit einem zweistöckigen Wohngebäude überbaut.
1787 brannte die Anlage erneut nieder und wurde 1834 auf Abbruch versteigert. 1911 fand Eduard Pelissier noch Schutthügel und Mauerreste auf dem Gelände, die gegen Ende des 20. Jahrhunderts nicht mehr vorhanden waren. Im Vorfeld einer weiteren Bebauung des Areals wurde die Burg 1987 und 1993 durch das Denkmalamt der Stadt Frankfurt untersucht. Die archäologische Substanz dürfte durch Anlage einer Tiefgarage und moderne Wohngebäude weitgehend zerstört sein. Vor Ort informieren mehrere Schaukästen über die Ausgrabungen. Auf dem Boden wurde die Lage der Kernburg teilweise mit roten Pflastersteinen markiert.

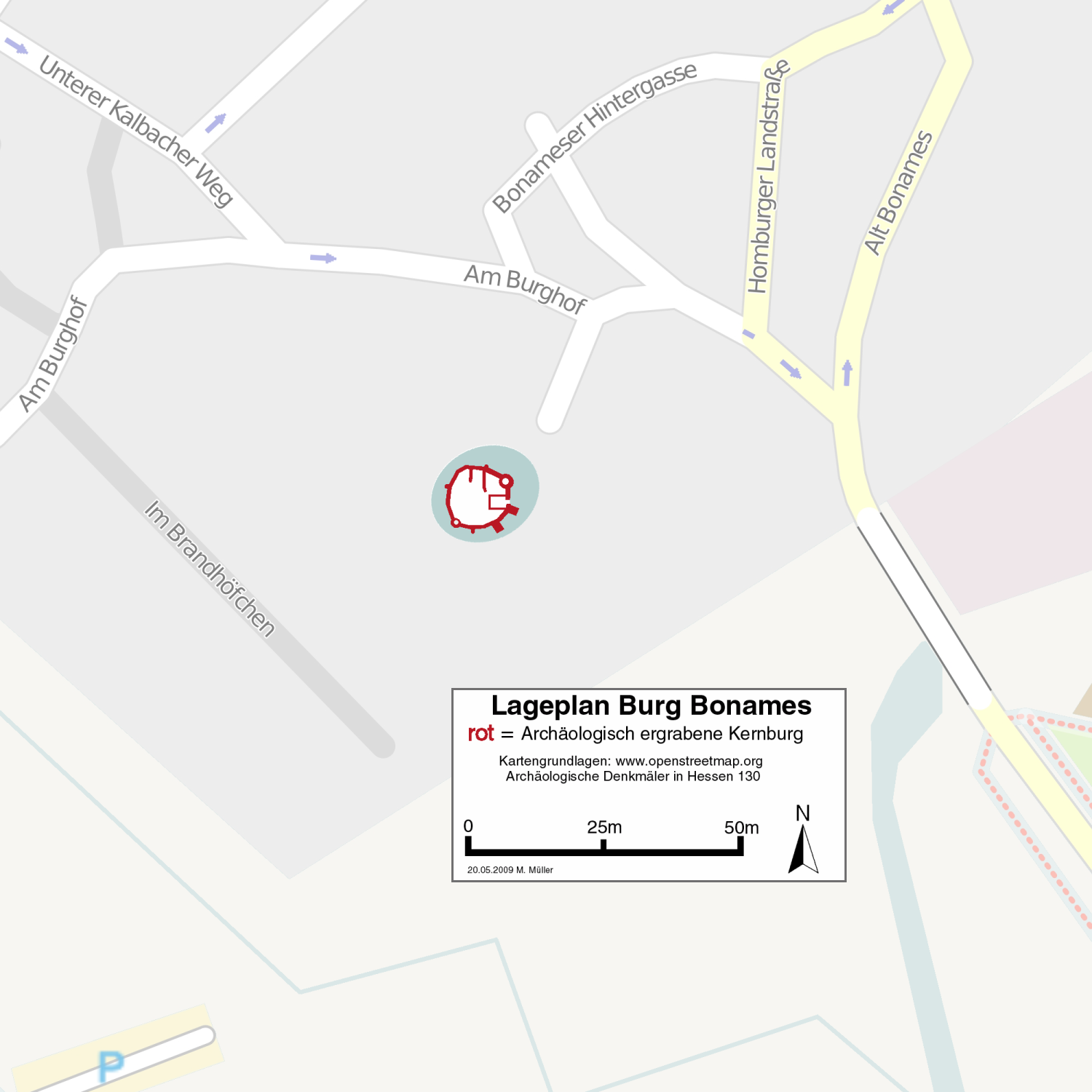
Lageplan der ehemaligen Burg Bonames

## Anlage
Die Burg entspricht einem sehr einfachen Typ der Niederungsburg, nahegelegene Beispiele ähnlicher Bauweise sind die Burg Dorfelden, die Burg Bommersheim und die Wasserburg in Frankfurt-Goldstein.
Ausgrabungen im Bereich der Kernburg zeigten einen polygonalen Mauerring. Die Mauerstärke variierte zwischen 1,30 und 1,60 Meter, aufgehendes Mauerwerk konnte nirgends festgestellt werden. Die Mauer war bei kleinteiligem Frontmauerwerk in Schalentechnik ausgeführt. Sie war dominiert von zwei Rundtürmen, von denen der nordöstliche mit 5,40 Meter Durchmesser deutlich größer war als der südwestliche (3,50 m). Vier unterschiedlich große Strebepfeiler sind außen an die Ringmauer angelehnt. Für einen symmetrischen Grundriss waren möglicherweise vier weitere vorhanden.
Mehrere Wassergräben wurden ebenfalls in den Grabungsschnitten erfasst. Der innere Graben reichte bis an die Mauer und war bei einer Breite von fünf Metern bis zu zwei Meter tief. Der äußere Graben besaß die doppelte Breite und Tiefe und verlief in einem Abstand von 25 Metern von der Mauer um die Anlage herum. Eine verhältnismäßig kleine Vorburg mit Ställen und Wirtschaftsgebäuden schloss sich nördlich an die Kernburg an. Sie wurde nur ausschnittsweise ergraben.
Die Innenbebauung ist aus dem archäologischen Befund nicht vollständig zu erschließen. Mehrere Mauerreste im Nordteil der Kernburg gehören möglicherweise zu einer älteren Bauphase. Ein leicht abgerundeter Mauerzug westlich des größeren Turms wurde in einer späteren Phase in ein quadratisches Wohngebäude integriert. Es besaß eine Fläche von 18 Quadratmetern und war aufgrund der Fundamentstärke und weiterer Indizien vermutlich zweigeschossig. Ein weiteres Gebäude befand sich östlich davon. Da es ein wesentlich schwächeres Fundament besaß, kann das Obergeschoss aus Fachwerk bestanden haben. Aufgrund einer innerhalb des Gebäudes nachträglich hergestellten Maueröffnung wird es als Torhaus angesprochen. Es dürfte sich um einen späteren Aus- oder Umbau gehandelt haben.

## Funde
Nachdem die Kernburg zur Ruine geworden war, wurden die Wirtschaftsgebäude der Burg jahrhundertelang weitergenutzt. Der Graben wurde langsam verfüllt. In Bonames ist deshalb das Fundaufkommen weit geringer als bei vergleichbaren Untersuchungen, wie beispielsweise in der nahe gelegenen Burg Bommersheim. Die Funde bestehen größtenteils aus Gebrauchskeramik, insbesondere glasierter und unglasierter Irdenware aus dem 14. und 15. Jahrhundert. Ein Großteil davon gelangte als Abfall in den Graben, so dass nur wenige Gefäße vollständig erhalten sind. Unterrepräsentiert sind Glasfunde und Buntmetall. Ein Stück Fensterblei aus dem Wohngebäude der Kernburg weist auf Glasfenster hin. Der Ausstattung der Räume sind zwei Fußbodenfliesen sowie eine größere Anzahl von Ofenkacheln zuzurechnen.

## Denkmalschutz
Das Burggelände und die Bodendenkmäler in der Umgebung sind Kulturdenkmäler nach dem Hessischen Denkmalschutzgesetz. Alle Nachforschungen, seien es Grabungen, Schürfungen, Wühlereien, auch gezielte Fundaufsammlungen und Veränderungen am Bestand sind genehmigungspflichtig. Zufallsfunde sind den Denkmalbehörden zu melden.